# Crângeni
Crângeni is een Roemeense gemeente in het district Teleorman.
Crângeni telt 3310 inwoners.